# Vienna Art Book Fair
Vienna Art Book Fair (VABF) je knižní veletrh ve Vídni, jehož první ročník proběhl mezi 4. a 6. říjnem 2019 v prostorách Universität für angewandte Kunst Wien. Pořádá jej nezisková organizace Das Kunstbuch a je zaměřen na umělecké knihy. Účastní se jej umělci, velcí a malí nakladatelé, antikvariátní knihkupci, tiskaři a další instituce spojené s výrobou uměleckých knih. Prvního ročníku se účastnili vystavovatelé z mnoha zemí, kromě Rakouska například z Kanady, Belgie, Japonska, Česka či Švýcarska, například organizace Printed Matter, Inc., Akira Nishitake, Three Star Books, Edition Taube a Bauer Verlag. Českým účastníkem byla Fakulta umění a designu Univerzity Jana Evangelisty Purkyně. Veletrh byl původně koncipován jako bienále, druhý ročník měl proběhnout v roce 2021, ale nakonec k němu kvůli pandemii covidu-19 došlo až v říjnu 2023.